# Jincheng
Jincheng (chiń. 晋城; pinyin Jìnchéng) – miasto o statusie prefektury miejskiej w środkowych Chinach, w prowincji Shanxi. W 2010 roku liczba mieszkańców miasta wynosiła 449 049. Prefektura miejska w 1999 roku liczyła 2 100 254 mieszkańców.
Jincheng jest przemysłowym ośrodkiem wyspecjalizowanym w wydobyciu węgla.